# Бол, Фердинанд
Фердинанд Бол (нидерл. Ferdinand Bol; 24 июня 1616, Дордрехт — 24 августа 1680, Амстердам) — голландский живописец, рисовальщик и гравёр, мастер офорта. Один из лучших учеников Рембрандта. Писал портреты, картины на исторические, мифологические и библейские сюжеты.

## Биография
Отец Фердинанда был главным хирургом в Дордрехте. Бол, возможно, был учеником Якоба Герритса Кёйпа в Дордрехте. В декабре 1635 года он упоминается в Дордрехте как «Фердинандус Бол, живописец». После 1635 года работал подмастерьем в мастерской Рембрандта в Амстердаме. Он настолько внимательно следовал за своим учителем, что многие произведения Бола долгое время приписывали самому Рембрандту. Рембрандт даже сам продавал картины ученика. Рембрандт также написал портрет отца своего ученика: Балтазара Бола, когда тот приехал навестить сына в Амстердам. После смерти отца в 1641 году Фердинанд Бол открыл собственную мастерскую и зарекомендовал себя как независимый художник.
В 1652 году Фердинанд Бол стал бюргером Амстердама. В 1653 году он женился на Элизабет Делл, чей отец занимал должности в Адмиралтействе Амстердама и гильдии виноторговцев — обоих учреждениях, которые позже давали художнику заказы. В 1655 году он стал главой Гильдии Святого Луки и поставлял картины Адмиралтейству и мэрии Амстердама (ныне Королевский дворец на площади Дам). 
В 1660 году скончалась его жена.
В 1669 году художник снова женился, на этот раз на богатой Анне ван Эркель, вдове казначея Адмиралтейства. Супруги арендовали часть здания по адресу Кейзерсграхт, 672, спроектированного архитектором Адрианом Дортсманом. Теперь там находится Музей Ван Лон. Однако со времени его второго брака нам не известно ни одной картины художника, вероятно, он отошёл от живописи. После повторного брака Бол служил управляющим в городском Лепрозории (Leprozen-en Huiszithuis). 
Бол умер через несколько недель после смерти жены на Херенграхте, где жил его сын Эльберт, юрист. Похоронен в Южной церкви (Zuiderkerk) в Амстердаме, где также находилась его картина. В его честь была названа улица Ferdinand Bolstraat.

## Творчество
Живописные произведения Фердинанда Бола относятся к позднему периоду «Золотого века голландской живописи» и он был одним из старых голландских мастеров. Его работы имеются во дворце на площади Дам и в ратушах Лейдена, Гауды и Энкхейзена. Особенно интересны групповые и костюмированные портреты, наподобие тех, что писал Рембрандт, а также аллегорические композиции на темы героической древнеримской истории. 
В 1660-е годы Фердинанд Бол был известным мастером, но после 1669 года потерял былую популярность. В конце XIX — начале XX века художник с его несколько напыщенной барочной манерой вышел из моды и его имя почти не упоминали. Так среди учеников Рембрандта часто называют Герарда Дау, Гербранда ван ден Экхаута, Арента де Гелдера и Карела Фабрициуса, но имя Бола обычно отсутствует.
Учеником Фердинанда Бола был знаменитый английский живописец Готфрид Кнеллер. В санкт-петербургском Эрмитаже хранятся одиннадцать картин Фердинанда Бола.

## Галерея
- Групповой портрет старшин гильдии виноторговцев. 1663. Холст, масло. Старая пинакотека, Мюнхен
- Портрет математика. 1658. Холст, масло. Лувр, Париж
- Человек в золочёном шлеме (Марс). Между 1657 и 1655. Холст, масло. Национальный музей, Варшава
- Портрет мальчика. 1656. Холст, масло. Музей Бойманса — ван Бёнингена, Роттердам
- Астроном. 1652. Национальная галерея, Лондон
- Эней при дворе Латина. Между 1661 и 1663. Холст, масло. Рейксмюсеум, Амстердам
- Консул Тит Манлий Торкват приказывает обезглавить своего сына. После 1661. Холст, масло. Рейксмюсеум, Амстердам
- Ян ван дер Ворт и его сестра Катарина со служанкой. 1661. Холст, масло. Королевский музей изящных искусств, Антверпен
- Портрет виноторговца и его жены в виде Вакха и Ариадны (или: Ясона и Медеи). 1664. Холст, масло. Государственный Эрмитаж, Санкт-Петербург